# Mastophora leucabulba
Mastophora leucabulba là một loài nhện trong họ Araneidae.
Loài này thuộc chi Mastophora. Mastophora leucabulba được Willis J. Gertsch miêu tả năm 1955.